# Vaiere Mara
Vaieretiai Mara, mais conhecido como Vaiere Mara, é um escultor polinésio nascido em 1936 na ilha de Rurutu (arquipélago australiano) e falecido em 2005 em Paea (Taiti).

## Biografia
Aluno do escultor Joseph Kimitete, que começou como escultor de tiki marquesano, rapidamente desenvolveu um estilo pessoal que o tornou o primeiro escultor polinésio moderno. Ele também é o primeiro artista polinésio a assinar suas obras. Assinou na maioria das vezes MARA V. Muito prolífico, devemos-lhe numerosos bustos em coral branco, bem como temas polinésios inovadores como o taitiano tamaaraa (almoço taitiano), a caça ao porco e até baixos-relevos em madeiras preciosas.
No final dos anos sessenta, o governador Jean Sicurani adquiriu pessoalmente uma monumental Hina. Conhecida a partir de uma obra de Patrick O Reilly, esta escultura foi preservada pelo Alto Comissariado da República e exposta pela primeira vez ao público em 2021 na Universidade da Polinésia Francesa, no âmbito da arte do Dia Mundial.
Em 1978, Patrick O'Reilly dedicou um livro à escultora Mara escultora Tahitien, publicado pela Hachette Pacifique.
No final da década de 1970, devemos a Mara a condecoração da Assembleia da Polinésia, encomendada pelo governo de Francis Sandford.

## Posteridade
Após a sua morte em 2005, o escultor rapidamente caiu na obscuridade, até que um galerista argentino, Miguel Hunt, o redescobriu em 2012, e reuniu uma coleção de esculturas que deu origem a diversas exposições em 2014. Em 2015, o professor Jean Guiart publicou um longo texto sobre o escultor na sua revista Connexions, seguido em abril de 2018 por um número especial dedicado ao Inventário das obras de Mara. Além de inúmeras imagens, há textos de Jean-Luc Coudray e Jean Duday, além de entrevistas com os filhos do escultor, que nos permitem reconstituir sua biografia.
Em 2019 o escultor foi tema de um documentário de Jonathan Bougard, artista que lhe dedicou cinco anos e encontrou mais de 500 esculturas. O documentário é transmitido pelo canal TNTV e então no Musée du Quai Branly Jacques Chirac no início de 2020 na presença do diretor.
Uma retrospectiva de seu trabalho foi anunciada há muito tempo pelo Museu do Taiti e das Ilhas.